# Joshua Norton
Pour les articles homonymes, voir Norton.
Joshua Abraham Norton (vers 1819 - 8 janvier 1880), Saint du Discordianisme, était un cryptarque habitant San Francisco, qui s’était autoproclamé « empereur des États-Unis » en 1859 sous le nom de Norton Ier, puis également « protecteur du Mexique ». Même s'il n'a jamais exercé de réel pouvoir politique, il devint un personnage célèbre de San Francisco, honoré après sa mort et source d'inspiration pour les écrivains Robert Louis Stevenson et Mark Twain.
Né au Royaume-Uni, Norton passe sa jeunesse en Afrique du Sud et émigre à San Francisco en 1849. Il y devient un homme d'affaires prospère, mais perd toute sa fortune après avoir tenté d'investir sur le marché du riz. Après une longue bataille judiciaire, Norton se déclare en faillite et quitte San Francisco. C'est à son retour en ville qu'il s'autoproclame empereur des États-Unis. Son comportement excentrique le fait remarquer dans les rues de San Francisco, qu'il inspecte vêtu d'un uniforme bleu à épaulettes dorées, et il y acquiert une sorte de reconnaissance limitée : ainsi, la monnaie frappée à son nom est acceptée dans les établissements qu'il fréquente. Ses funérailles sont suivies par plusieurs milliers de personnes.

## Origines
Joshua Norton est né en Angleterre, mais les sources varient quant à sa date et à son lieu exact de naissance. Sa nécrologie dans le San Francisco Chronicle, « fondée sur les informations les plus fiables possibles », cite la plaque d'argent de son cercueil qui indique qu'il avait « environ 65 ans » au moment de son décès et propose qu'il soit né en 1814. D'autres sources le font naître le 4 février 1819 à Londres. D'après les registres de l'immigration, il est âgé de deux ans lorsque ses parents partent pour l'Afrique du Sud. Des généalogies sud-africaines suggèrent qu'il est né de John Norton (mort en août 1848) et Sarah Norden, fille d'Abraham Norden et sœur de Benjamin Norden, un commerçant juif prospère.
Norton hérite 40 000 $ de son père. En 1849, il quitte l'Afrique du Sud et s'installe à San Francisco. Il connaît un certain succès dans l'immobilier, accumulant une fortune d'environ 250 000 $. En 1852, il pense apercevoir une opportunité : faisant face à une famine sévère, la Chine interdit l'exportation de son riz. Aussitôt, le prix du kilogramme de riz à San Francisco passe de 9 à 79 cents. Norton apprend qu'un navire, la Glyde, rentre du Pérou avec 91 tonnes de riz, et il achète la cargaison entière pour 25 000 $, espérant dominer le marché du riz san-franciscain.
Peu après la signature du contrat, d'autres navires arrivent du Pérou chargés de riz, et le prix de la livre de riz chute à 3 cents. Norton essaie de faire annuler le contrat, affirmant avoir été trompé sur la qualité du produit, et une longue querelle juridique s'ensuit. Norton en sort tout d'abord victorieux, mais l'affaire est conduite devant la Cour suprême de Californie, qui le déboute. Ses biens immobiliers sont saisis par la Lucas Turner and Company Bank pour régler ses dettes, et Norton, dont l'état mental semble avoir été très affecté par ces déboires, doit se déclarer en faillite en 1858. Il quitte alors San Francisco.

## Auto-proclamation

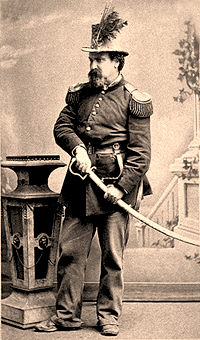
Sa Majesté Impériale Norton Ier

Contrarié par les insuffisances de la structure politique de l’État et des États fédéraux des États-Unis, Norton a pris en main l’affaire le 17 septembre 1859 quand, dans des lettres à de nombreux journaux de la région, il s’auto-proclama « Empereur de ces États-Unis » (« Emperor of These United States ») :

« At the peremptory request and desire of a large majority of the citizens of these United States, I, Joshua Norton, formerly of Algoa Bay, Cape of Good Hope, and now for the last 9 years and 10 months past of S. F., Cal., declare and proclaim myself Emperor of these U. S.; and in virtue of the authority thereby in me vested, do hereby order and direct the representatives of the different States of the Union to assemble in Musical Hall, of this city, on the 1st day of Feb. next, then and there to make such alterations in the existing laws of the Union as may ameliorate the evils under which the country is laboring, and thereby cause confidence to exist, both at home and abroad, in our stability and integrity.
NORTON I, Emperor of the United States. »

« À la demande d’une large majorité des citoyens de ces États-Unis, moi, Joshua Norton, anciennement de la baie d’Algoa, Cap de Bonne Espérance, et maintenant pour les derniers neuf ans et dix mois de S. F., Californie, me déclare et proclame moi-même Empereur de ces É-U ; et par la vertu et l'autorité qui me sont ainsi investis, ordonne par le présent acte et impose aux représentants de différents États de l'Union de se réunir au Music Hall, de cette ville, en le 1er jour de fév. prochain, alors et là de faire telles modifications aux lois existantes de l'Union en sorte qu'elles améliorent le mal sous lequel la nation se trouve laborieuse, et ainsi faire en sorte que la confiance existe, autant dans le pays qu'au-delà, pour notre stabilité et notre intégrité.
Norton Ier, Empereur des États Unis. »

Il ajoute par la suite « Protecteur du Mexique » à son titre. Ainsi commença son règne de 21 ans sur l’Amérique, sans précédent dans l'histoire antérieure, sans équivalent dans l'histoire ultérieure, et quasiment sans conséquence sur celle des États-Unis dont il fut le seul empereur, sauf à considérer son projet de pont jeté entre les villes d'Oakland et de San Francisco comme finalement réalisé un demi-siècle après sa mort.

## Décrets

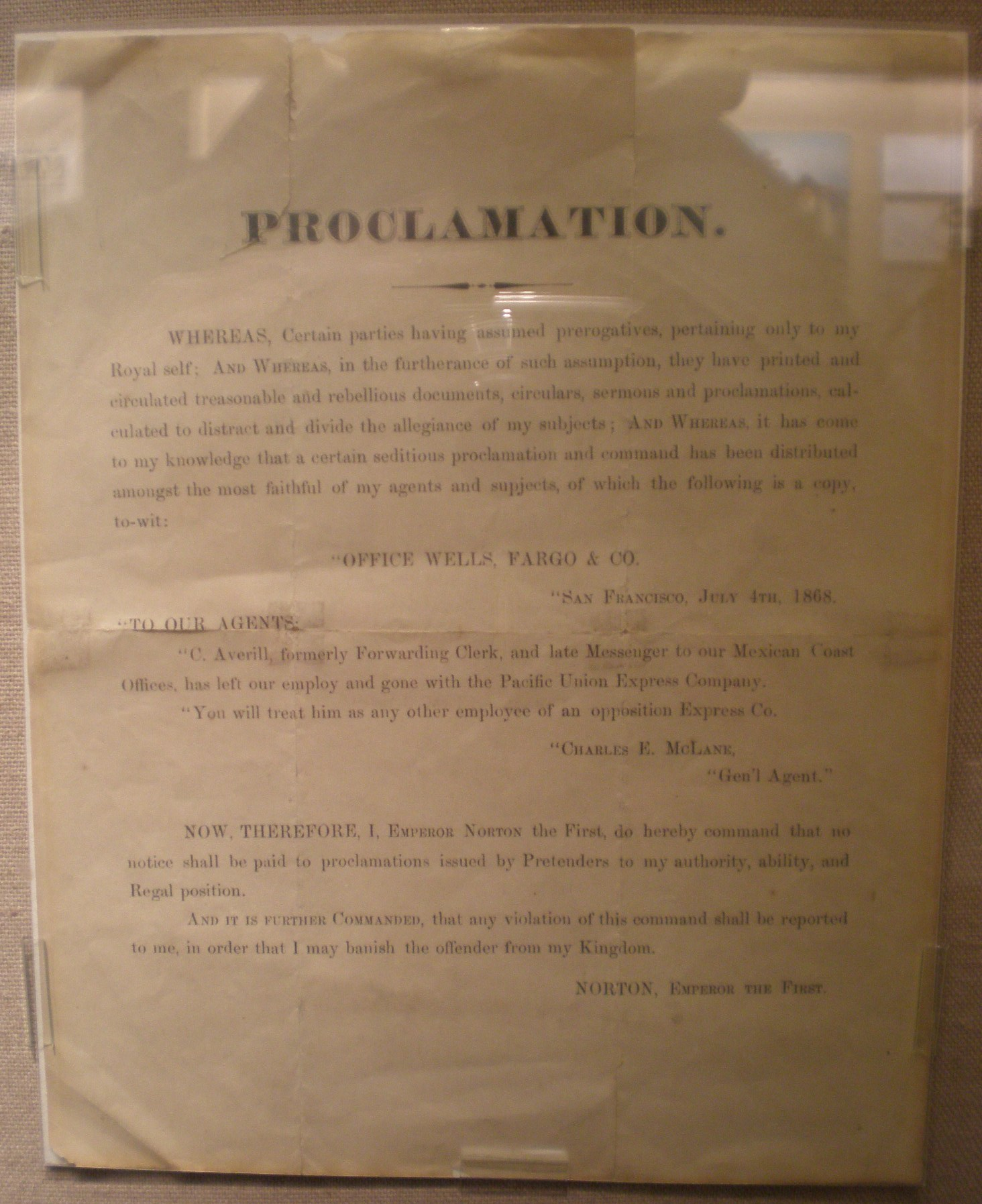
Un des décrets de Norton Ier.

En accord avec son rôle d’empereur auto-désigné, Norton Ier publia de nombreux décrets sur l’État de l'Union, l'État de Californie et la municipalité de San Francisco. Considérant qu’il assumait le pouvoir, il n’y avait plus pour lui besoin de législature, et le 12 octobre 1859, il publia un décret qui « dissolvait » le Congrès des États-Unis. Il observa également que :

« Fraud and corruption prevent a fair and proper expression of the public voice; [that] open violation of the laws are constantly occurring, caused by mobs, parties, factions and undue influence of political sects; that the citizen has not that protection of person and property which he is entitled. »

« Les fraudes et la corruption empêchent une expression totale de l’opinion publique, que des violations ouvertes des lois se produisent constamment, causées par des parties, des factions et par l’anormale influence des sectes politiques, le citoyen n’a pas droit à la protection de sa personne et de sa propriété qu’il est en droit d’exiger. »

En conséquence, l’empereur ordonna que « toutes les parties intéressées » se rassemblent au Platt’s Music hall à San Francisco en février 1860 afin de « remédier à ce mal ».
Dans un autre « décret » impérial de janvier 1860, l’empereur Norton 1er appela l’armée à destituer les fonctionnaires élus du Congrès :

« Whereas, a body of men calling themselves the National Congress are now in session in Washington City, in violation of our Imperial edict of the 12th of October last, declaring the said Congress abolished;

Whereas, it is necessary for the repose of our Empire that the said decree should be strictly complied with;

Now, therefore, we do hereby Order and Direct Major-General Scott, the Command-in-Chief of our Armies, immediately upon receipt of this, our Decree, to proceed with a suitable force and clear the Halls of Congress. »

« Considérant que : un groupe d’hommes s’appelant le Congrès National sont actuellement réunis à Washington City, en violation de notre édit Impérial du dernier 12 octobre, déclarant le dit-Congrès aboli ;

Considérant que : il est nécessaire pour la paix de notre Empire que le dit décret soit strictement appliqué ;

Maintenant, par conséquent : nous Ordonnons par ceci Major-General Scott, le Commandant-en-Chef de nos Armées, immédiatement après la réception de ceci, notre Décret, de procéder avec une force appropriée et évacuer les salles du Congrès. »

Les ordres de Norton n’eurent aucun effet sur l’armée, et le Congrès continua ses activités sans perturbation. Norton publia d’autres décrets en 1860 qui prétendaient dissoudre la république et interdire toute réunion des membres du Congrès. Ceux-ci, comme tous les autres décrets de Norton, passèrent inaperçus auprès du gouvernement de Washington, comme de la nation dans son ensemble. La bataille de Norton contre les dirigeants élus de l’Amérique persista tout au long de son « règne », bien qu’il apparaisse que Norton ait, en définitive, et légèrement à contrecœur, accepté que le Congrès continuât à exister sans sa permission et au contredit direct de ses multiples décrets.
Ses tentatives de renversement du gouvernement élu des États-Unis par la force ayant été frustrées, Norton tourna son attention et ses proclamations vers d’autres sujets, à la fois politiques et sociaux. Le 12 août 1869, « étant désireux d’apaiser les dissensions entre les différentes partis existant dans notre royaume », il « abolit » les partis démocrates et républicains. Dans l'espoir de résoudre les nombreuses querelles entre les citoyens des États-Unis pendant la Guerre Civile, Norton délivra un mandat en 1862 qui exigeait que les deux Églises catholique et protestante l'ordonnassent publiquement empereur. Une autre fois, la volonté de voir respecter San Francisco jusque dans son appellation fut le sujet d’un édit particulièrement virulent, daté de 1872 :

« Whoever after due and proper warning shall be heard to utter the abominable word "Frisco", which has no linguistic or other warrant, shall be deemed guilty of a High Misdemeanor, and shall pay into the Imperial Treasury as penalty the sum of twenty-five dollars. »

« Quiconque après cet avertissement dû et approprié serait entendu prononçant le mot abominable de « Frisco », lequel n'a aucune garantie ni [fondement] linguistique, devra être considéré coupable de Haut-Délit, et devra payer au Trésor Impérial comme pénalité la somme de vingt-cinq dollars. »

Après avoir examiné plusieurs de ces « Édits impériaux », on peut conjecturer sur l’état mental du seul monarque souverain des États-Unis. Malheureusement, diagnostiquer l’exact état psychologique de Norton s'avère difficile, notamment du fait de la dimension souvent anecdotique à l'extrême des quelques documents qui traitent de ses usages et comportements. Il a été suggéré qu’il pouvait être schizophrène, autant que la psychiatrie contemporaine tend à rattacher les « illusions de grandeur » aux symptômes associés à cette condition. Cependant, il est également possible qu’il ait souffert d’une autre maladie mentale, ou même qu’il ait été tout à fait sain d’esprit, ce que la finesse et la mesure souvent subtiles de nombre de ses décrets qui, de façon tacite mais pourtant claire, limitent souvent l'étendue du champ de leur application effective, comme pour mieux prémunir leur auteur de toute poursuite effective de la part des autorités réelles du pays, laissent au surplus à témoigner, à la faveur de cette dernière option.
Il reste que, par delà tous ces caprices et indépendamment de la nature exacte de son état psychologique, Norton fut, en certaines occasions, un véritable visionnaire, et un certain nombre de ces « Décrets Impériaux » font montre de force sagesse. Parmi ses nombreux édits, on trouve ainsi des instructions pour la constitution d'une Société des Nations presque un demi-siècle avant sa première formulation historique, et il a clairement proscrit tout au long de son règne, et par les voies légales les plus diverses, toute forme de discorde, querelle et autre conflit entre religions, groupements, partis et autres sectes. L’empereur Norton Ier aura aussi vu juste en ordonnant à plusieurs reprises la construction d’un pont suspendu reliant Oakland et San Francisco, et ses derniers décrets montrent une irritation de plus en plus visible vis-à-vis du manque d’obéissance des autorités.

« Whereas, we issued our decree ordering the citizens of San Francisco and Oakland to appropriate funds for the survey of a suspension bridge from Oakland Point via Goat Island; also for a tunnel; and to ascertain which is the best project; and whereas the said citizens have hitherto neglected to notice our said decree; and whereas we are determined our authority shall be fully respected; now, therefore, we do hereby command the arrest by the army of both the Boards of City Fathers if they persist in neglecting our decrees.

Given under our royal hand and seal at San Francisco, this 17th day of September, 1872. »

« Considérant que : nous avons publié notre décret ordonnant aux citoyens de San Francisco et Oakland d’apporter des fonds pour l’érection d’un pont suspendu de Oakland Point via Goat Island, ou alors pour un tunnel, et pour s’assurer de ce qui est le meilleur projet, et considérant que les dits citoyens ont jusqu’ici négligé de remarquer notre dit décret, et considérant que nous sommes déterminés à faire respecter entièrement notre autorité, maintenant, donc, nous commandons par ceci l’arrestation par l’armée des deux Conseils des Pères de la Ville s’ils persistent à négliger nos décrets.

Écrit par notre main royale et scellé à San Francisco, ce 17 septembre 1872. »

Ce décret, contrairement à la majorité, concernait des événements voués à se concrétiser. Ainsi la construction du pont San Francisco-Oakland commença-t-elle en 1933 pour s'achever en 1936. Le Bay Area Rapid Transit fut construit quant à lui en 1969 et ouvert au public en 1972.

## Vie en tant qu’empereur
La vie quotidienne de Norton est bien documentée. Ses journées consistaient à inspecter son « domaine » (les rues de San Francisco) dans un uniforme bleu élaboré avec des épaulettes plaquées or ternies (qui lui avaient été données par des officiers de l’armée des États-Unis en poste à San Francisco) en portant un chapeau de castor décoré d’une plume de paon et d’une petite rose. Il a fréquemment amélioré ce maintien majestueux avec une canne ou un parapluie. Durant ses promenades, Norton s’intéressait à l’état des trottoirs et des routes, de la propriété publique, à l’aspect des officiers de police, et s’occupait des besoins de ses sujets quand ils apparaissaient. Il donna souvent de longs exposés philosophiques sur un large panel de sujets auxquels il connaissait peu de choses.
C’est durant l’une de ses « inspections Impériales » que Norton est réputé avoir réalisé un de ses actes les plus célèbres. Durant les années 1860 et 1870, il y avait un grand nombre de manifestations anti-Chinois dans les quartiers les plus pauvres de San Francisco, et des émeutes ont éclaté à plus d’une occasion. Durant l’un de ces incidents, Norton est supposé s’être placé entre les émeutiers et leurs cibles chinoises, et avoir commencé à répéter imperturbablement le Notre Père. Honteux, les émeutiers se sont dispersés sans aucun incident.
Un scandale survint en 1867 quand un officier de police nommé Armand Barbier arrêta Norton, pour le faire soigner de force de son désordre mental. Cela outragea énormément les citoyens de San Francisco et amena à la publication de nombreux éditoriaux de protestation. Le commissaire Patrick Crowley rectifia rapidement le tir en ordonnant la libération de l’« empereur » et en publiant des excuses formelles au nom des forces de police. Norton fut assez magnanime pour accorder un « pardon impérial » au jeune officier de police inconscient qui avait commis cet acte de trahison. Par la suite, tous les officiers de police de San Francisco saluèrent Norton sur son passage.

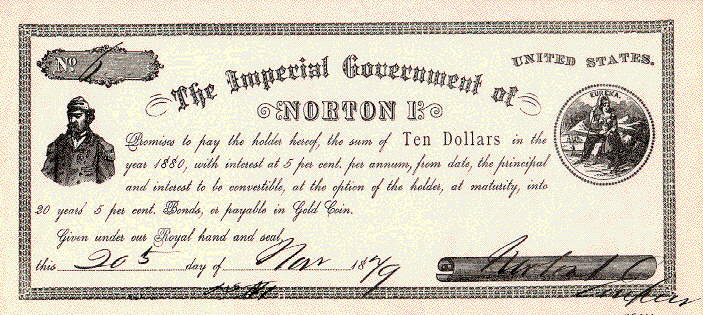
Billet de 10 (dix) dollars au porteur de l'empereur Norton Ier.

 Norton était clairement apprécié de ses sujets. Même s’il était sans le sou, il fréquentait régulièrement les meilleurs restaurants de San Francisco et les propriétaires de ces établissements prirent sur eux-mêmes d’ajouter des plaques à leurs entrées qui disait « Par Autorisation de sa Majesté Impériale, l’Empereur Norton 1er des États-Unis ». Cette fierté paraît avoir été tolérée sans plaintes par Norton. De tels « Sceaux d’approbation Impériale » étaient énormément prisés et coïncidaient avec une arrivée importante de clients. Aucun spectacle musical ou théâtral n’aurait osé ouvrir sans avoir réservé un balcon à Norton et ses deux chiens, Lazarus et Bummer. (La mort de Lazarus, dans un accident de voiture en 1863, amena une période de deuil public. En 1865, quand Bummer mourut, Mark Twain fut suffisamment touché pour écrire une épitaphe au chien impérial, disant qu’il était mort « de ses nombreuses années, d’honneur, de maladie, et de puces ».)
Norton reçut quelques petits signes d’une reconnaissance de son état ; le recensement de 1870 note un Joshua Norton résidant au 624 Commercial Street, et le consigne comme exerçant le métier d’« empereur ».
Norton crée également sa propre monnaie pour payer certaines dettes, et c’était une vraie monnaie locale, généralement acceptée par les hommes d’affaires de San Francisco. (Ces billets allaient de 50 cents à dix dollars, et les quelques-uns encore existants ont atteint des centaines de dollars à une récente mise aux enchères). La ville de San Francisco a aussi honoré Norton ; quand son uniforme commença à paraître vieux, l’Assemblée des Superviseurs de San Francisco offrit suffisamment d’argent pour lui en offrir un en remplacement. En retour, Norton envoya une note gracieuse de remerciement et un « certificat de noblesse à perpétuité » à chaque superviseur.

## Fin de vie
Durant les dernières années de son règne, Norton fut le sujet de beaucoup de rumeurs et de spéculations. Une rumeur suggérait qu’il était en fait le fils de l’empereur Napoléon III et qu’il ne prétendait venir d’Afrique du Sud que pour éviter d’être persécuté. (Pour avoir été le fils illégitime de Napoléon III, il aurait dû naître quand l’empereur français n’avait que onze ans ; le vrai fils de Napoléon III, Napoléon Eugène, est mort durant la guerre anglo-zouloue en 1879.) Une autre rumeur voulait que l’empereur ait l’intention d’épouser la reine Victoria, ce qui est sans fondement bien que l’empereur ait en effet correspondu avec la reine en certaines occasions. Une dernière rumeur affirmait que Norton était en fait très riche, et qu’il simulait la pauvreté.
En plus de ces rumeurs, un grand nombre de « décrets » qui étaient probablement faux furent publiés dans les journaux, alors qu’il semble que, au moins quelquefois, les édits avaient été écrits par des membres du journal pour correspondre à leurs intérêts personnels. Le Musée de San Francisco tient une liste de tous les décrets qu’il estime exacts.
Dans la soirée du 8 janvier 1880, Joshua Norton s’est effondré au croisement de California Street et Dupont Street, alors qu’il se rendait à une conférence à l’Académie des Sciences. Sa chute fut immédiatement remarquée par d’autres citoyens qui appelèrent à l’aide, mais Norton mourut avant que la voiture devant l’amener à l’hôpital n’arrive.
Le jour suivant, le San Francisco Chronicle publia sa nécrologie en première page sous l’en-tête « Le roi est mort » (en français). Teinté de tristesse, l’article rapporte avec respect que « Norton 1er, par la grâce de Dieu, Empereur des États-Unis et Protecteur du Mexique, a quitté la vie. » Le Morning Call, un autre important journal de San Francisco, publia un article en première page avec une phrase très proche comme en-tête : « Norton 1er, par la grâce de Dieu Empereur de ces États-Unis et Protecteur du Mexique, a quitté la vie. »
Contrairement à ce qu’affirmaient les rumeurs, il est vite devenu évident que Norton était mort totalement pauvre et que sa fortune ne s’élevait pas à plus de quelques dollars. Cinq ou six dollars en petite monnaie furent trouvés sur lui et une recherche dans sa chambre montra qu’il n’avait que 2,50 $ dans sa monnaie, sa collection de bâtons de marche, son sabre, ses correspondances avec la reine Victoria et 1 098 235 actions d’une mine d’or sans valeur.
Quand les premiers préparatifs des funérailles se limitèrent à un simple cercueil de séquoia, les membres du Pacific Club (une association d’hommes d’affaires de San Francisco) décidèrent que c’était totalement inacceptable. Après avoir mis en place une caisse pour les funérailles, les membres eurent récupéré suffisamment d’argent pour un beau cercueil de bois de rose et pour ainsi offrir à Norton une fin convenable. Les rapports montrent que Norton reçut des dons « de toutes les classes, des capitalistes aux pauvres, d’un membre du clergé à un pickpocket, des femmes bien habillées aux exclus sociaux. »
Les funérailles de Norton furent solennelles et grandioses, quelques sources rapportent que près de 30 000 personnes sont sorties pour lui rendre hommage et que le cortège funèbre était long de deux miles. Il fut enterré au Masonic Cemetery (cimetière des francs-maçons), vers l’extérieur de la ville. Le jour suivant ses funérailles, le 11 janvier 1880, le ciel de San Francisco fut obscurci par une éclipse solaire totale.

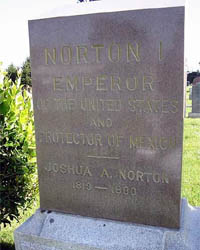
Tombe de l'empereur Norton

En 1934, les restes de Norton furent transférés, encore à l’extérieur de San Francisco, dans un lieu modeste au Woodlawn Cemetery, à Colma. Son histoire perdit un peu d’importance après sa mort, et son lieu de repos ne fut marqué que par une petite pierre. Cependant son histoire devint plus populaire pendant les années 1960 et sa tombe actuelle le nomme « Norton 1er, Empereur des États-Unis et Protecteur du Mexique ». L’activiste politique et drag queen José Sarria se déclara « Sa Royale Majesté, Impératrice de San Francisco, Jose 1er, Veuve de Norton » et tient une commémoration annuelle, accomplie lors d’un petit déjeuner continental, pour son « mari », ce qui aida à repopulariser sa légende et incita Woodlawn Cemetery à lui offrir une meilleure tombe à leur propre compte.
En janvier 1980, de nombreuses cérémonies furent menées et des mémoriaux érigés à San Francisco pour honorer le centième anniversaire de la mort du seul empereur des États-Unis.

### Fiction
- Dans l'album L'Empereur Smith de la série Lucky Luke, le personnage-titre est inspiré Joshua Norton ; à la différence de son modèle, il possède une fortune personnelle qui lui permet d'entretenir une véritable armée. L'album inclut par ailleurs une page racontant l'histoire de l'« empereur » Norton.
- L'épisode no 31 de la série The Sandman de Neil Gaiman paru en octobre 1991 chez DC comics et intitulé Three Septembers and a January nous conte l'histoire de Joshua Norton. Cet épisode est publié en France dans un album intitulé Sandman Volume III parus aux Éditions Urban Comics en décembre 2013.
- Joshua Norton est longuement cité dans le 5e chapitre de Théodoros de Mircea Cărtărescu, édition en français : Lausanne, Noir sur blanc, 2024.